# Polánky nad Dědinou

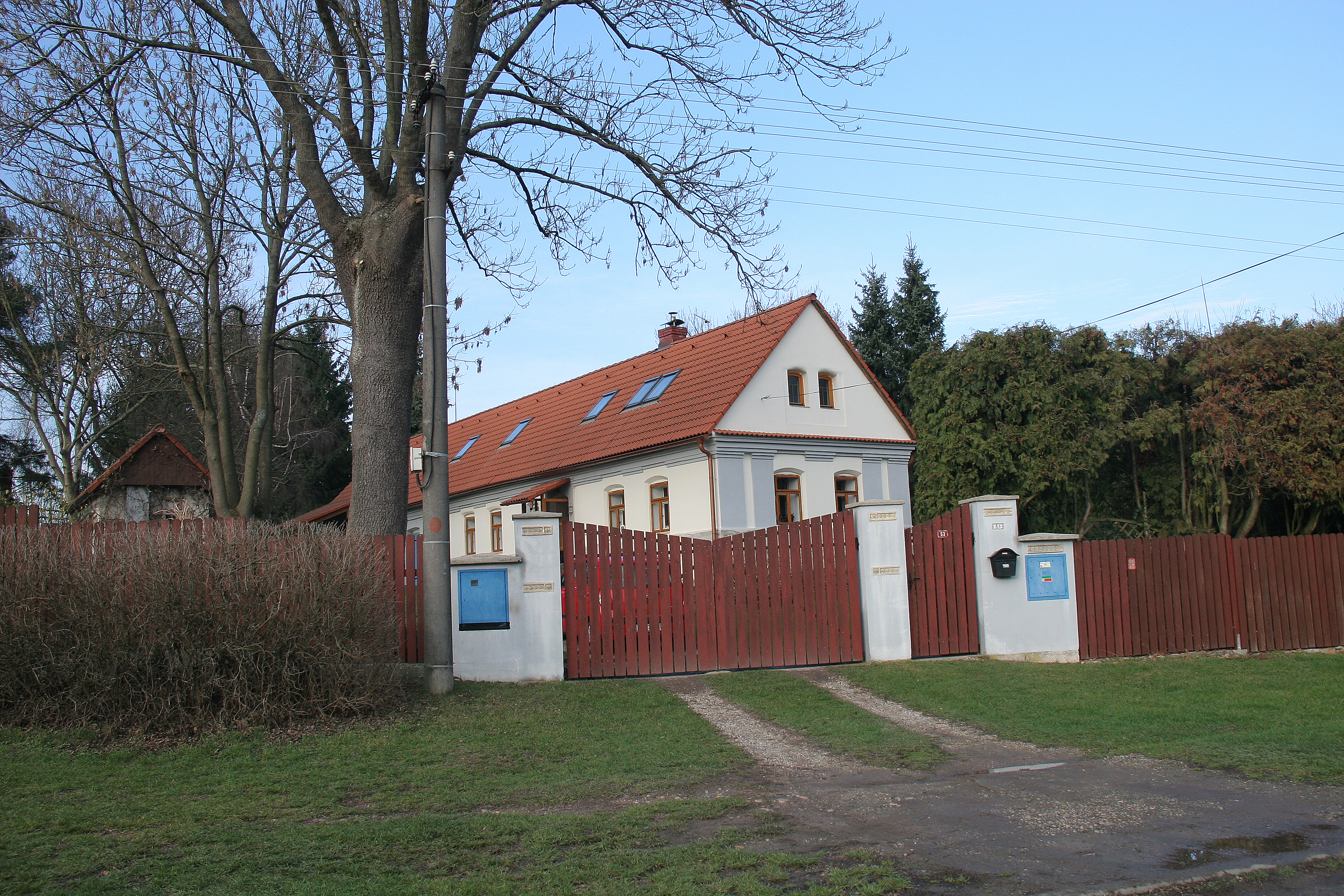
Haus Nr. 53

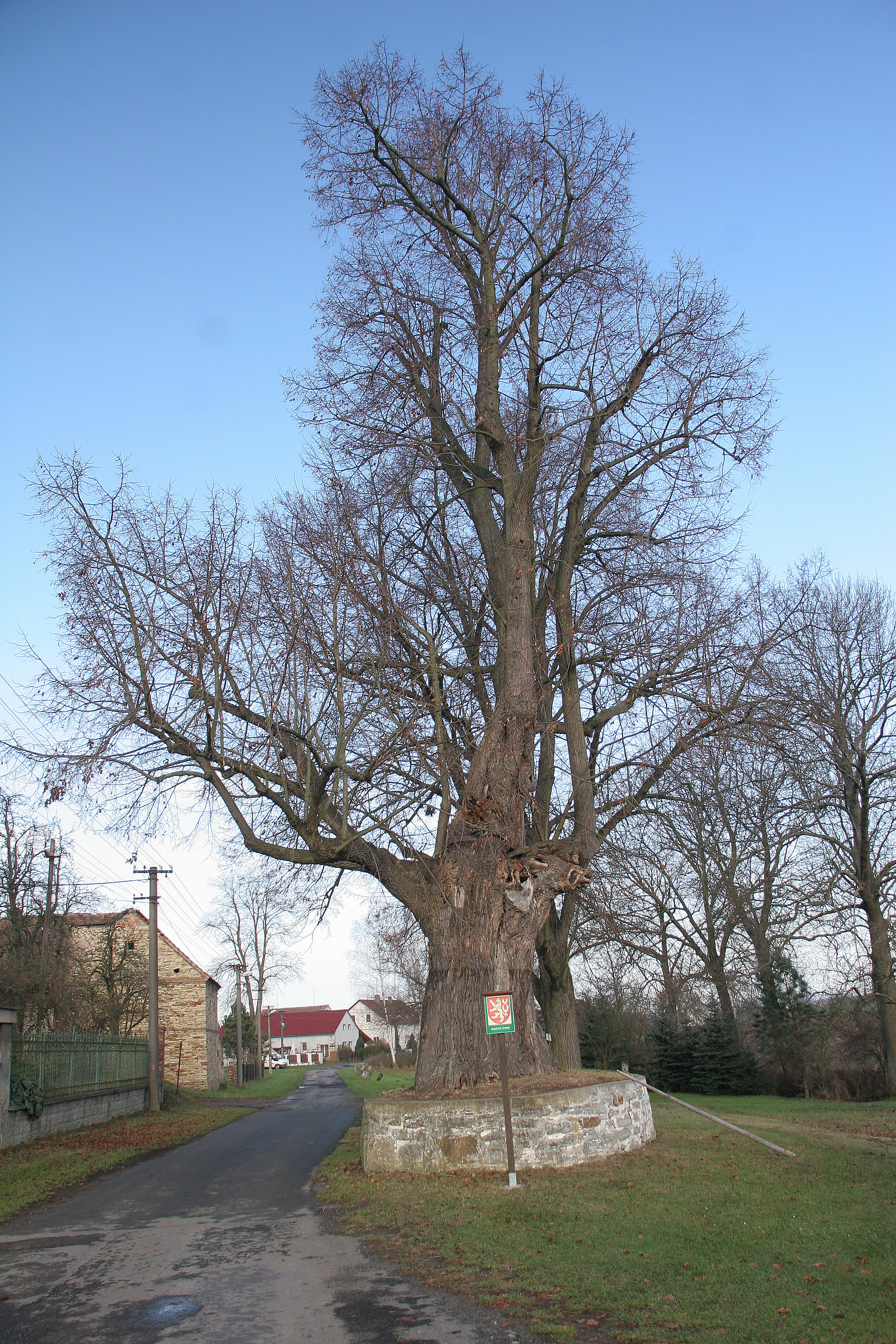
Ober-Polankaer Linde

Polánky nad Dědinou (deutsch Polanka an der Diedina) ist ein Ortsteil der Stadt Třebechovice pod Orebem in Tschechien. Er liegt 14 Kilometer östlich des Stadtzentrums von Hradec Králové und gehört zum Okres Hradec Králové.

## Geographie
Polánky nad Dědinou erstreckt sich rechtsseitig des Flüsschens Dědina auf der Černilovská tabule (Czernilower Tafel). Gegenüber dem Dorf mündet der Bach Bezedný potok in die Dědina; er wird kurz vor der Mündung im Teich Hluboký rybník gestaut.
Nördlich erhebt sich der Újezdský chlum (321 m n.m.), nordöstlich der Sruby (268 m n.m.), südwestlich der Oreb (256 m n.m.) und der Šárovec (264 m n.m.) sowie westlich der Šachovec (287 m n.m.). Im Südosten liegt der Biedowitzer Forst.
Nachbarorte sind Jílovice und Vysoký Újezd im Norden, Klášter nad Dědinou, Stránka und Ledce im Nordosten, Újezdec und Lipiny im Osten, Mitrov und Bědovice im Süden, Třebechovice pod Orebem und Nepasice im Südwesten, Blešno im Westen sowie Cihelna und Jeníkovice im Nordwesten.

## Geschichte
Die erste urkundliche Erwähnung von Polánky und der Mühle an der Dědina erfolgte 1528, als Petr Šárovec von Šárov († um 1537) die Söhne seines Bruders Jan als Erben für das Gut und die Feste Ledce einsetzte. Für sich ließ er bei Ledce die neue Feste Srub errichten. Danach erfolgten im Laufe des 16. Jahrhunderts innerhalb des Vladikengeschlechts Šárovec von Šárov weitere Erbteilungen, die zur Abspaltung der Güter Srub und Jeníkovice führten. Wahrscheinlich erfolgte dabei auch eine Teilung von Polánky.
Das Untertanenverzeichnis von 1598 weist für Horní Polánky elf Anwesen auf. Darunter war auch die dem Müller Hlohovský gehörige Wassermühle. 1598 wurde der Müller Hlohovský im Untertanenverzeichnis von Horní Polánky aufgeführt, danach wurde die Mühle nie mehr erwähnt. Zu Beginn des 17. Jahrhunderts erwarb Jan Rudolf Trčka von Lípa die Feste Jeníkovice einschließlich des Hofes Ledce mit den Dörfern Ledce und Horní Polánky, er schlug die Güter seiner Herrschaft Opočno zu. Von Jan Václav Šárovec von Šárov kaufte er 1612 auch die Feste Srub mit den Dörfern Stránka und Dolní Polánky. Nach dem Tode von Jan Rudolf Trčka von Lípa wurde die Herrschaft Opočno durch König Ferdinand II. konfisziert und 1635 an die Brüder Hieronymus und Rudolf von Colloredo-Waldsee verpfändet. Ab 1789 folgten die Grafen Colloredo-Mannsfeld, die die Herrschaft bis zur Mitte des 19. Jahrhunderts besaßen.
Im Jahre 1836 bestand das im Königgrätzer Kreis  gelegene Dorf Ober-Polanka aus 22 Häusern, in denen 128 Personen, darunter 74 Protestanten, lebten. Das sich südwestlich anschließende Dorf Unter-Polanka bestand aus 27 Häusern und hatte 182 Einwohner, davon waren 114 Protestanten. Katholischer Pfarrort war Hohenbruck, das evangelische Bethaus befand sich in Kloster. Bis zur Mitte des 19. Jahrhunderts blieben beide Dörfer der Herrschaft Opočno untertänig.
Nach der Aufhebung der Patrimonialherrschaften bildeten sich 1849 die zwei Gemeinden Horní Polánka (mit Mitrov) und Dolní Polánka, die beide zum Gerichtsbezirk Königgrätz gehörten. Ab 1868 wurden beide Gemeinden Teil des Bezirks Königgrätz. Die Protestanten wurden 1870 von Kloster nach Hohenbruck umgepfarrt. Im Jahre 1921 erfolgte der Zusammenschluss von Horní Polánka und Dolní Polánka zu einer Gemeinde Polánky nad Dědinou. Im Jahre 1927 hatte die Gemeinde 402 Einwohner. 1949 wurde Polánky nad Dědinou dem Okres Hradec Králové-okolí zugeordnet; dieser wurde im Zuge der Gebietsreform von 1960 aufgehoben, seitdem gehörte die Gemeinde zum Okres Hradec Králové. Am 14. Juni 1964 wurde Polánky nad Dědinou nach Třebechovice eingemeindet. Die Ortslage Mitrov wurde später von Polánky abgetrennt und dem Hauptort Třebechovice zugeschlagen. Bei der 1966–1967 vorgenommenen Regulierung der Dědina wurden gegenüber dem Ledetzer Hof hölzerne Rammpfähle aufgefunden, die wahrscheinlich von der wüsten Hlohovský-Mühle herkommen. Am 3. März 1991 hatte der Ort 195 Einwohner; beim Zensus von 2001 lebten in den 93 Wohnhäusern von Polánky nad Dědinou 238 Personen.

## Ortsgliederung
Der Ortsteil Polánky nad Dědinou besteht aus den Ortslagen Horní Polánky (Ober-Polanka) und Dolní Polánky (Unter-Polanka). Er bildet einen Katastralbezirk.

## Sehenswürdigkeiten
- Ober-Polankaer Linde, der geschützte Baum hat einen Stammumfang von sechs Metern. Auf Grund seines Alters und Zustandes wurde er mit einem Eisenband gesichert, um ein Auseinanderbrechen zu verhindern.
- Allee zwischen Horní Polánky und Ledce
- Mehrere gezimmerte Chaluppen und historische Bauernhöfe, am Hof Nr. 7 hat sich eine überdachte Hofeinfahrt erhalten